# Acanthurus triostegus
El pez cirujano convicto (Acanthurus triostegus) es una especie de peces de la familia Acanthuridae en el orden de los Perciformes. Otros nombres comunes en español son manini, cirujano rayado,  o sangrador carcelario. En algunas áreas de distribución es una especie común y se utiliza como alimento.

## Morfología
Posee la morfología típica de su familia, cuerpo comprimido lateralmente y ovalado. La boca es pequeña, protráctil y situada en la parte inferior de la cabeza. El hocico es grande. Tiene entre 12 y 16 dientes en la mandíbula superior, y entre 14 y 18 dientes en la inferior; entre 18 y 22 espinas branquiales anteriores, y entre 19 y 24 espinas branquiales posteriores; 9 espinas y entre 22 a 26 radios dorsales; 3 espinas y entre 19 y 22 radios anales, y 14 a 16 radios pectorales.
Como todos los peces cirujano, de ahí les viene el nombre común, tiene 2 espinas extraíbles a cada lado de la aleta caudal; se supone que las usan para defenderse de otros peces.

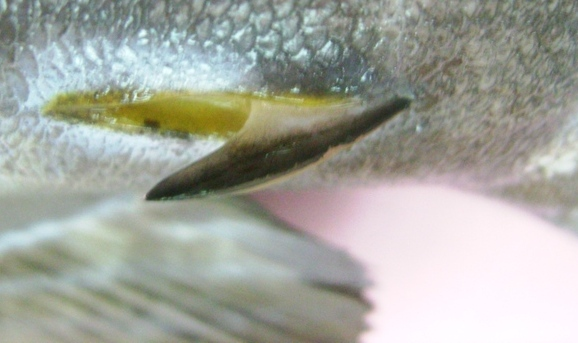
Espina caudal
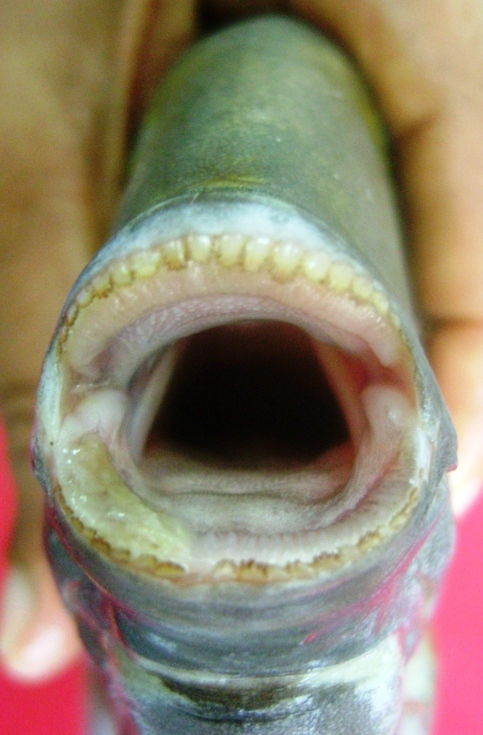
Boca y dientes de Acanthurus xanthopterus

Su coloración es gris olivácea, con cuatro rayas negras verticales en el cuerpo, y también una en la cabeza y otra en el pedúnculo caudal. La coloración sombrea a blanco ventralmente. La aleta dorsal tiene una suave coloración amarilla. Las escamas son diminutas.
Alcanza los 27 cm de largo, aunque su tamaño más normal es de 17 cm, y la primera madurez la alcanzan con 7,5 cm.

## Hábitat y distribución
Es una especie bentopelágica. Asociada a arrecifes, ocurre en lagunas protegidas y arrecifes exteriores coralinos, con sustratos duros. Los juveniles abundan en piscinas mareales. Su rango de profundidad está entre 0 y 90 metros, aunque se localizan hasta a 150 m de profundidad. Su rango de temperatura conocido es entre 24 y 26 °C, aunque otras fuentes reportan localizaciones entre 24.48 y 29.33 °C. Ocurre en "escuelas" o formando grandes grupos para alimentarse.
Se distribuye en aguas tropicales del Océano Indo-Pacífico. Es especie nativa de Australia; Bangladés; Brunéi Darussalam; Camboya; Chile (Isla de Pascua); China; islas Cocos; Colombia; Comoros; Islas Cook; Costa Rica; Ecuador (Galápagos); El Salvador; Filipinas; Fiyi; Guam; Hawái; Honduras; Hong Kong; India (Andaman Is., Nicobar Is.); Indonesia; Japón; Isla Johnston; Kenia; Kiribati (Gilbert Is., Kiribati Line Is., Phoenix Is.); Macao; Madagascar; Malasia; Maldivas; Islas Marshall; isla Mauricio; Mayotte; México; Micronesia, Federated States of ; Mozambique; Myanmar; Nauru; isla Navidad; New Caledonia; New Zealand; Nicaragua; Niue; Norfolk Island; Islas Marianas del Norte; Palaos; Panamá; Papúa Nueva Guinea; Pitcairn; Polinesia; Reunión; Samoa; Seychelles; Singapur; Islas Salomón; Somalia; Isla Spratly; Sudáfrica; Sri Lanka; Taiwán; Tanzania; Tailandia; Timor-Leste; Tokelau; Tonga; Tuvalu; Vanuatu; Vietnam; Wallis y Futuna; Yemen y Yibuti.

## Alimentación
Se nutre principalmente de plancton y algas filamentosas. Con frecuencia se alimenta cerca del agua dulce, donde crecen ciertas algas sobre las rocas. Está clasificado como herbívoro.

## Reproducción
Son monógamos, ovíparos y de fertilización externa. Forma grandes cardúmenes para desovar, coincidiendo con las lunas nueva y llena, estando sometido el desove a la periodicidad del ciclo lunar. En estos desoves colectivos, las rayas águila merodean frecuentemente para comerse sus huevos. No cuidan a sus crías. Las larvas pelágicas, llamadas Acronurus, evolucionan a juveniles cuando alcanzan los 3,5 cm.

## Mantenimiento
La iluminación deberá ser necesariamente intensa para que pueda desarrollarse la colonia de algas suficiente de la que se alimenta. Además requiere mantener un buen número de roca viva entre la decoración del acuario con suficientes escondrijos.
Al igual que el resto de especies de cirujanos, son muy sensibles a determinadas enfermedades relacionadas con la piel. Es recomendable la utilización de esterilizadores ultravioleta para la eliminación de las plagas patógenas. 
Aunque es herbívoro, acepta tanto artemia y mysis congelados, como alimentos disecados. No obstante, una adecuada alimentación debe garantizar el aporte diario de vegetales, sean naturales o liofilizados, alga nori, espirulina, etc.

## Galería

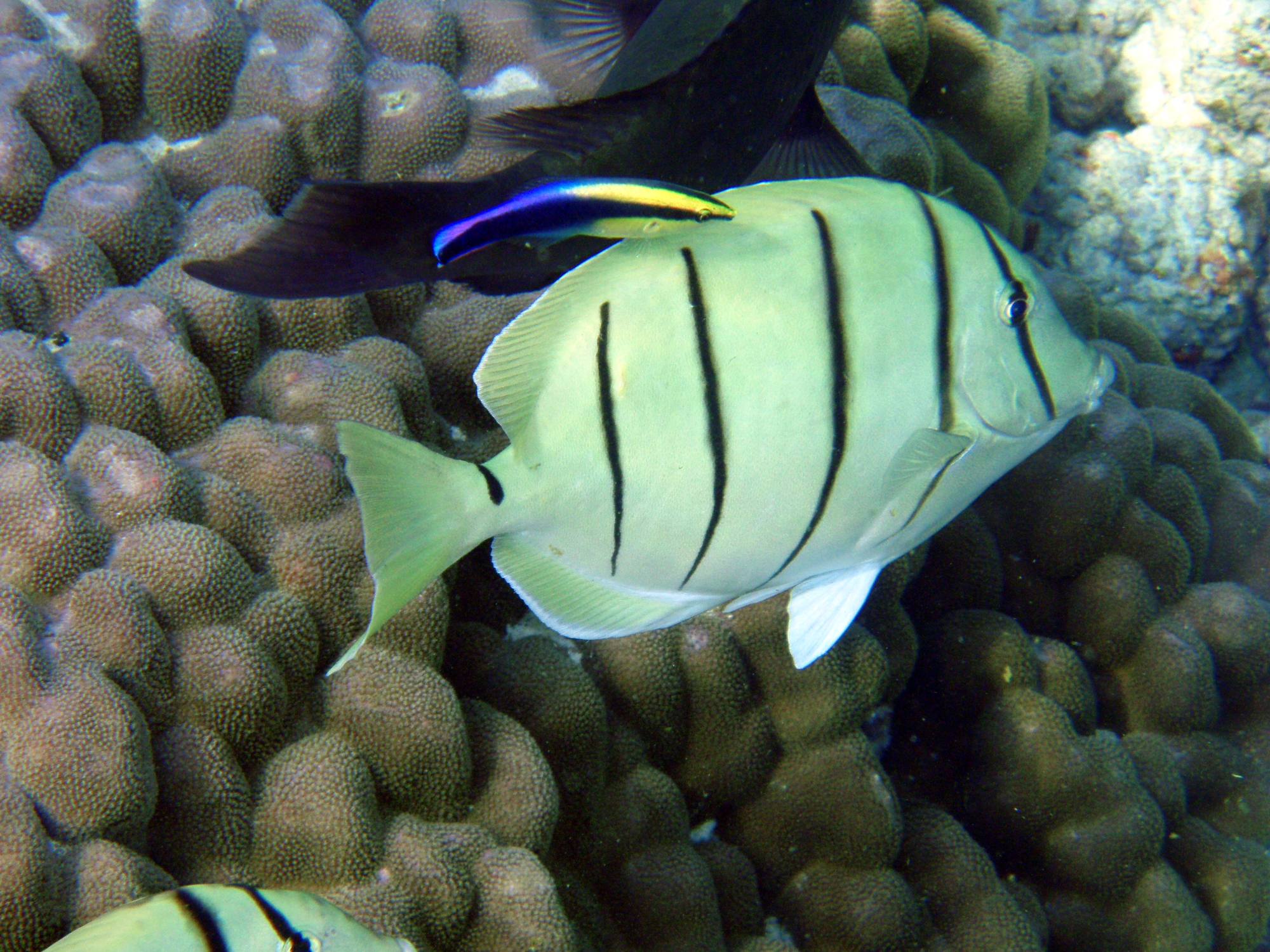
Labroides phthirophagus desparasitando a A. triostegus
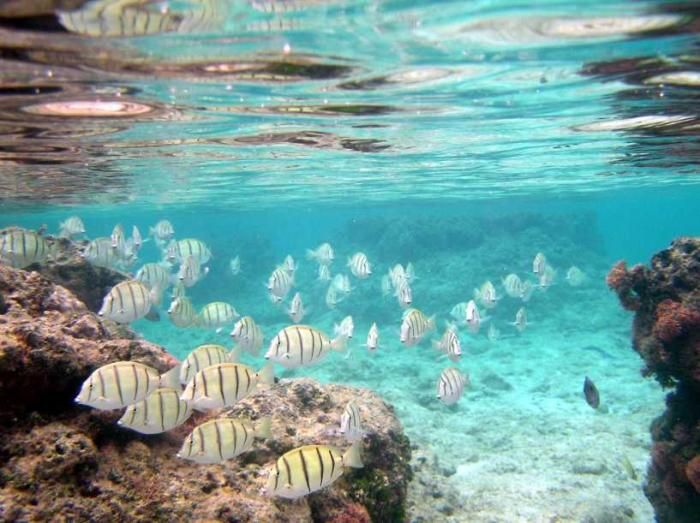
Cardumen de A. triostegus en Rarotonga, islas Cook.
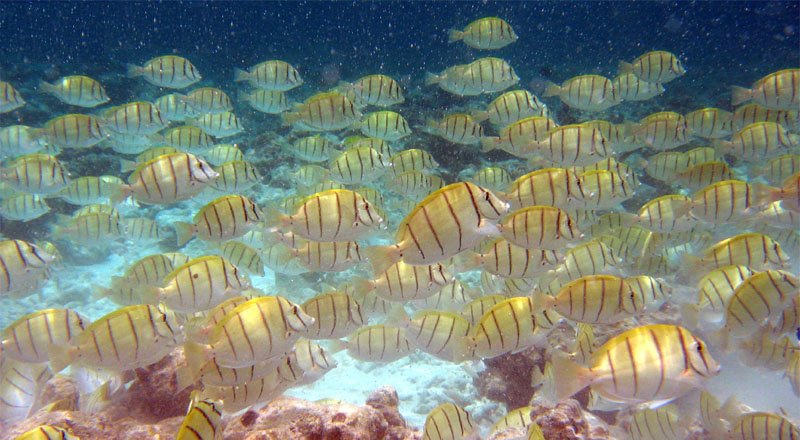
Cardumen de A. triostegus
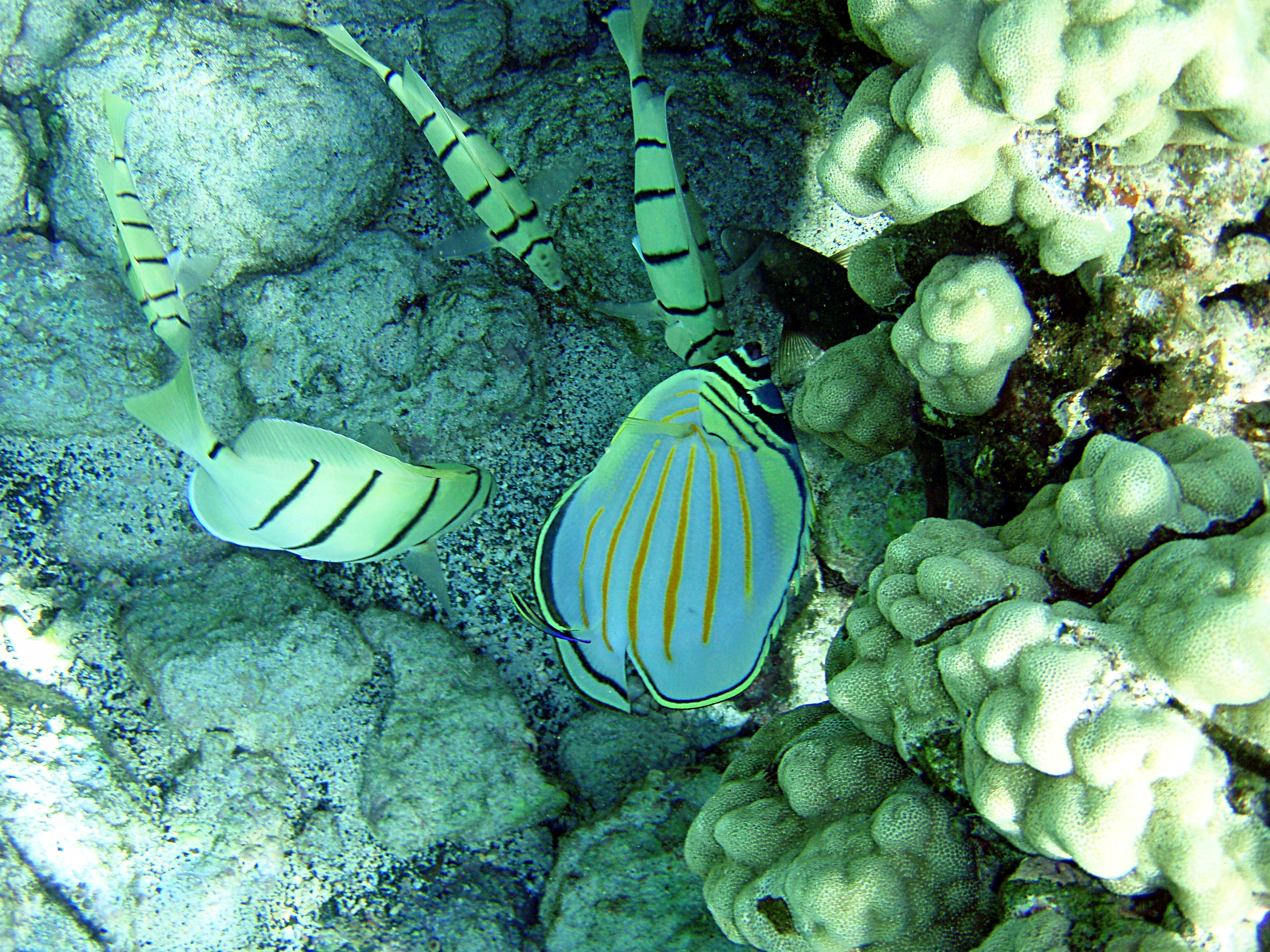
Chaetodon ornatissimus y Acanthurus triostegus
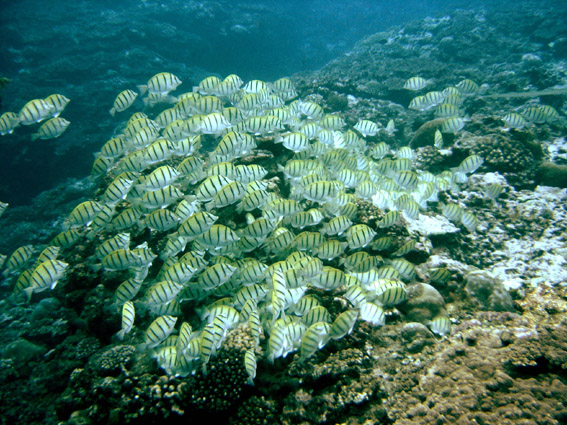
Cardumen de A. triostegus en isla Reunión
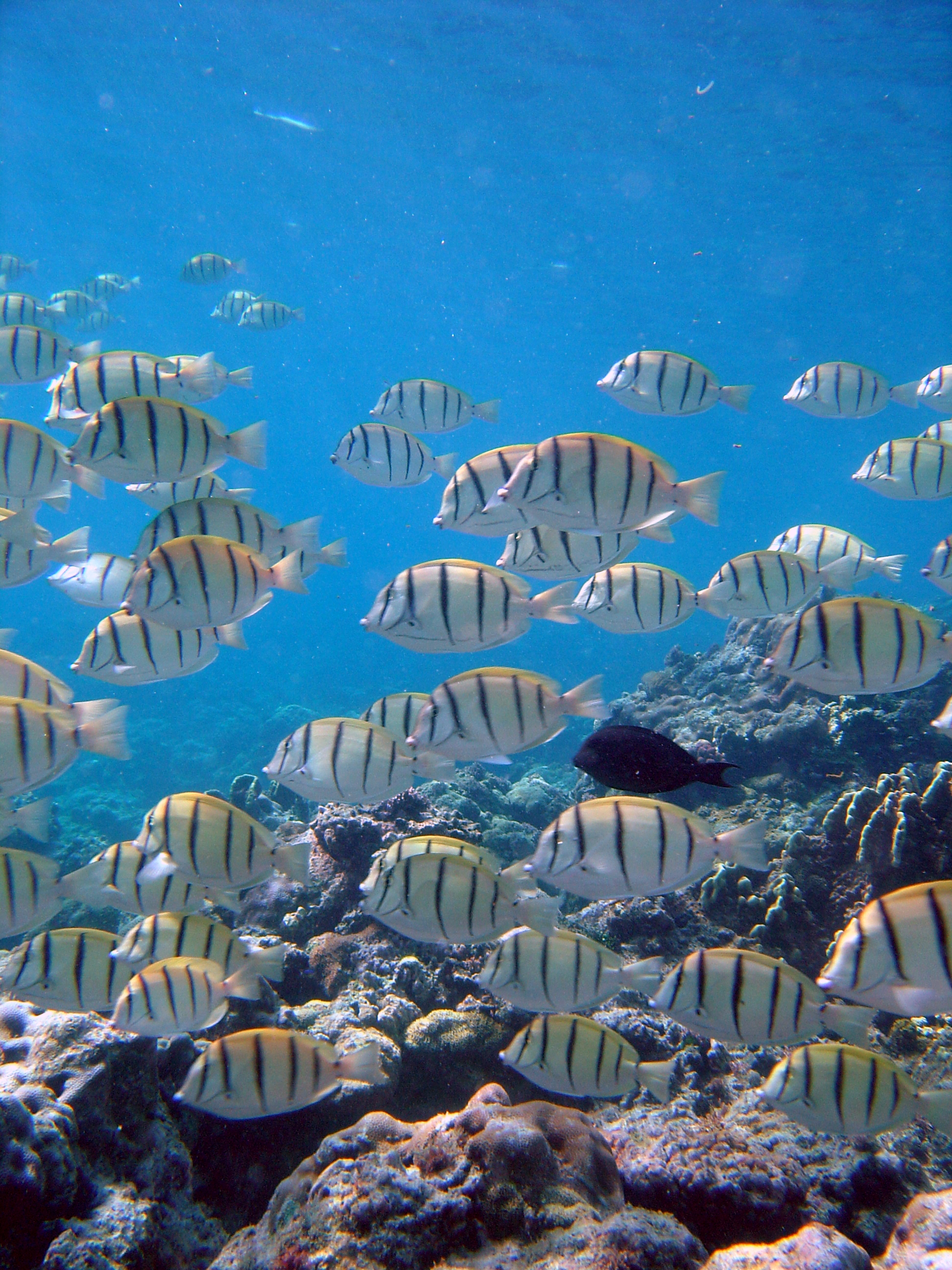
Cardumen de A. triostegus en islas Mariana, Guam.
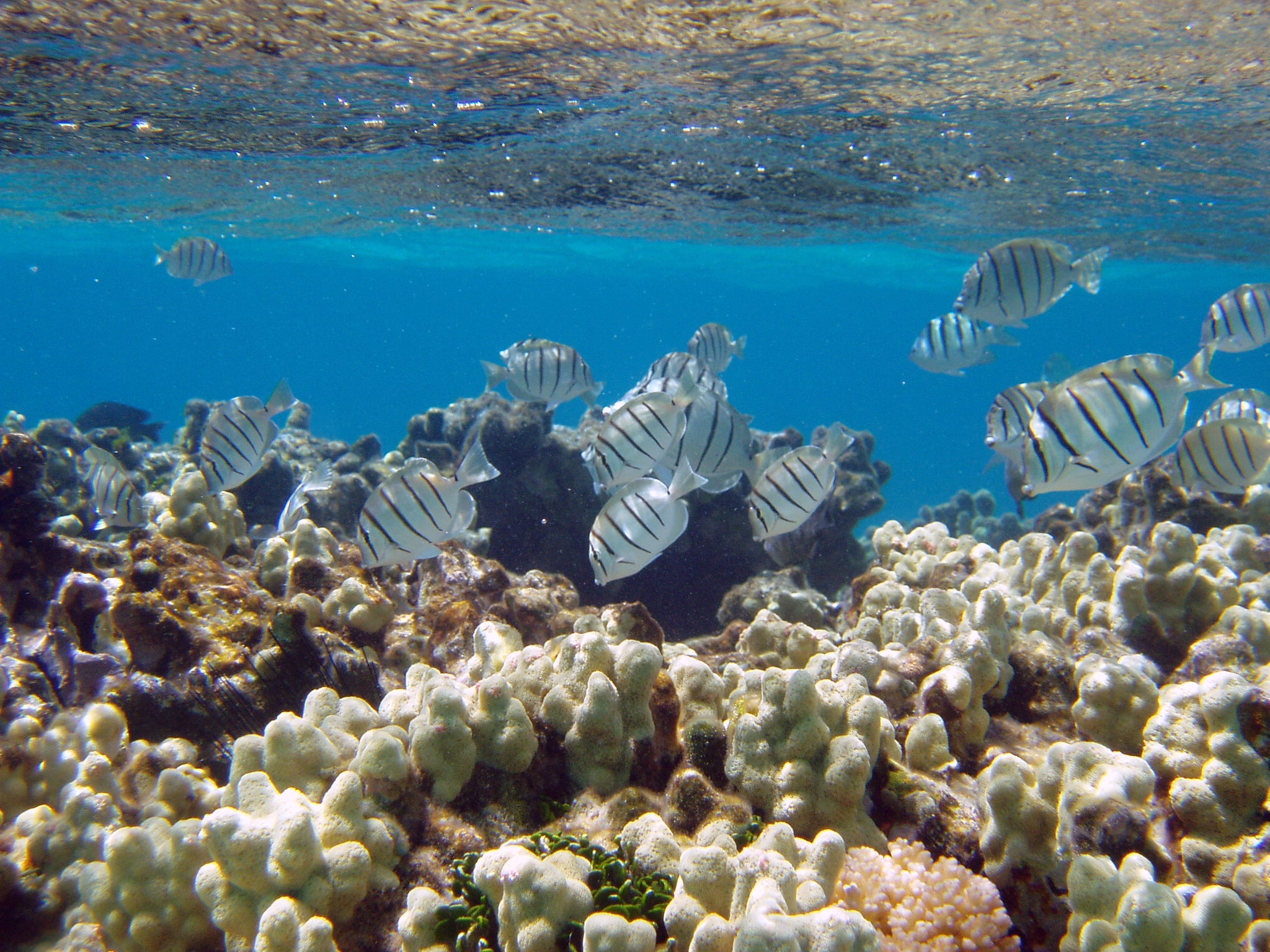
Cardumen de A. triostegus en Hawái, Monumento Nacional Marino de Papahanaumokuakea